# Vicky Jones
Vicky Jones (Sheffield, 1978) es una actriz, directora de teatro, dramaturga y guionista británica, codirectora artística de la compañía de teatro DryWrite Theatre Company, junto con la actriz y escritora Phoebe Waller-Bridge, con la que colabora de forma frecuente en distintas producciones.

## Trayectoria
Jones nació en Sheffield, South Yorkshire, Inglaterra. Estudió política internacional en la Universidad de Birmingham.
Mientras trabajaba como directora, Jones entabló amistad con Phoebe Waller-Bridge. Las dos fundaron la compañía de teatro DryWrite Theatre Company. En 2013, Jones dirigió la producción teatral escrita por Waller-Bridge titulada Fleabag, que se estrenó en el festival alternativo de artes escénicas Edinburgh Fringe de Edimburgo. Tres años después, Fleabag fue adaptada como serie de televisión para la cadena BBC y de la plataforma televisiva Prime Video.
En 2018, Jones escribió un episodio de la primera temporada de Killing Eve, serie adaptada para la televisión por su compañera Waller-Bridge. Dos años después, en 2020, creó y coescribió la serie Run para la cadena estadounidense HBO, protagonizada por Merritt Weaver y Domhnall Gleeson.